# Gelduil
De gelduil (Polychrysia moneta) is een nachtvlinder uit de familie van de uilen, de Noctuidae.
De wetenschappelijke naam moneta is een aanroepnaam voor Juno. In de tempel van Juno was de munt van Rome gevestigd. Dit verwijst naar de metaalkleurige uilvlekken op de voorvleugel.

## Kenmerken
De voorvleugellengte bedraagt tussen de 17 en 20 millimeter. 

## Verspreiding en leefgebied
De soort komt verspreid over een groot deel van het Palearctisch gebied voor, met name in Europa en Azië.

## Voorkomen in Nederland en België
De gelduil is in Nederland een zeldzame en in België een zeer zeldzame soort, die verspreid over het hele gebied kan worden gezien. De soort lijkt in beide landen achteruit te gaan. De vlinder kent twee jaarlijkse generaties die vliegen van halverwege mei tot oktober.

## De rups en zijn waardplanten
De gelduil heeft als waardplanten ridderspoor, monnikskap (Aconitum), absintalsem en bijvoet.